# Gebäudekomplex Kleine Märkerstraße 5/6, Christian-Wolff-Straße 4/6

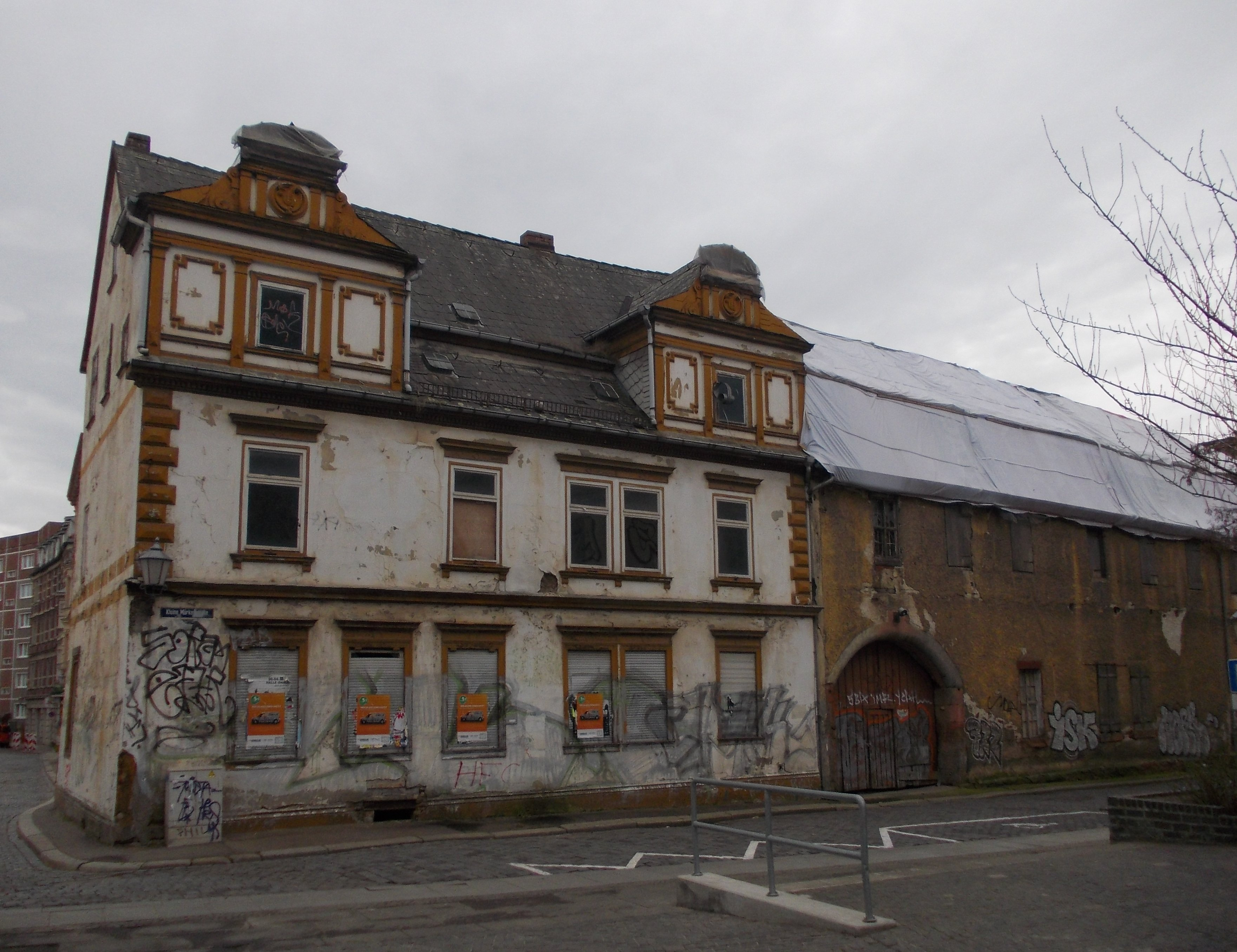
Kleine Märkerstraße 5, Februar 2014

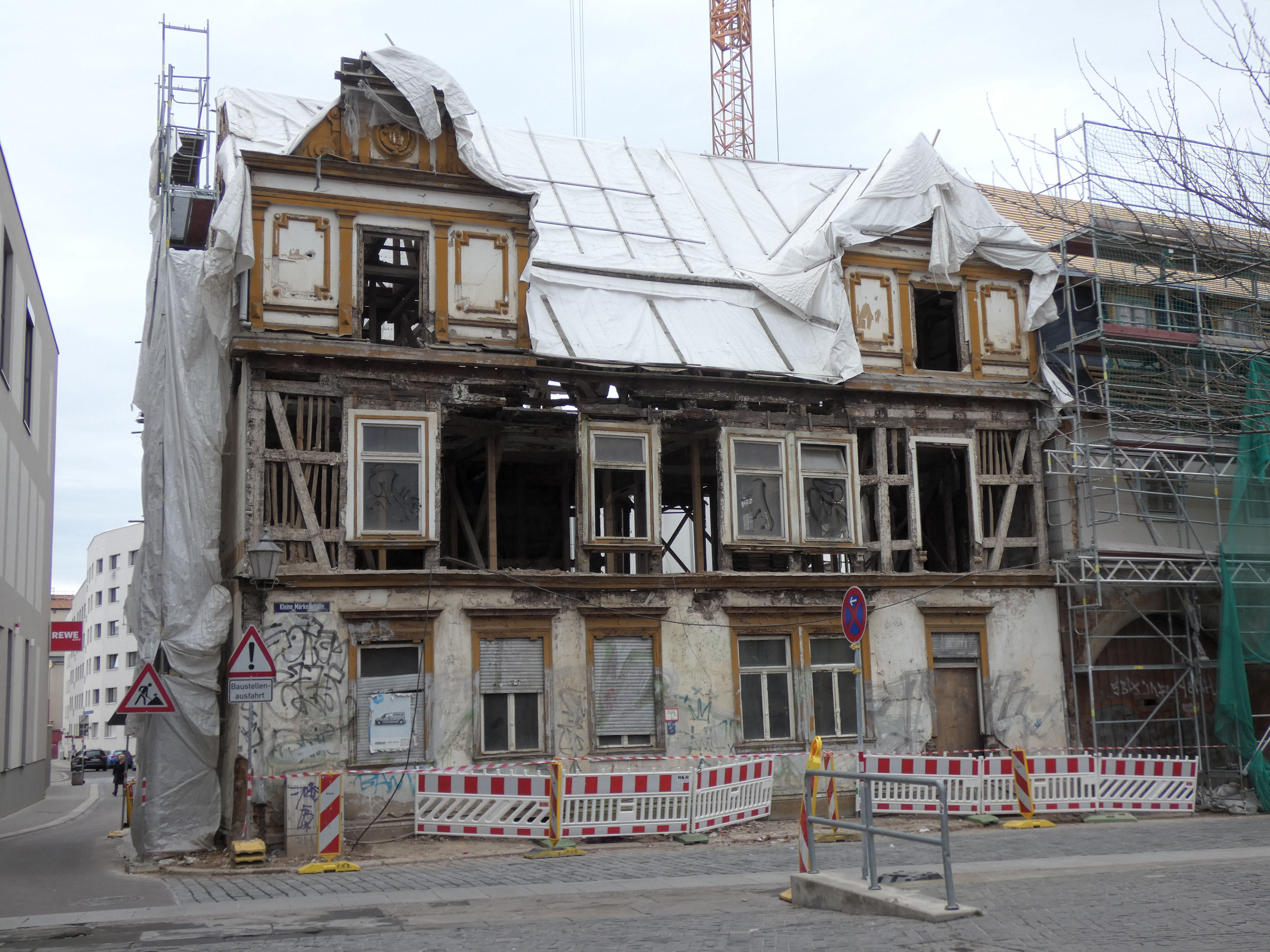
Kleine Märkerstraße 5, Februar 2019

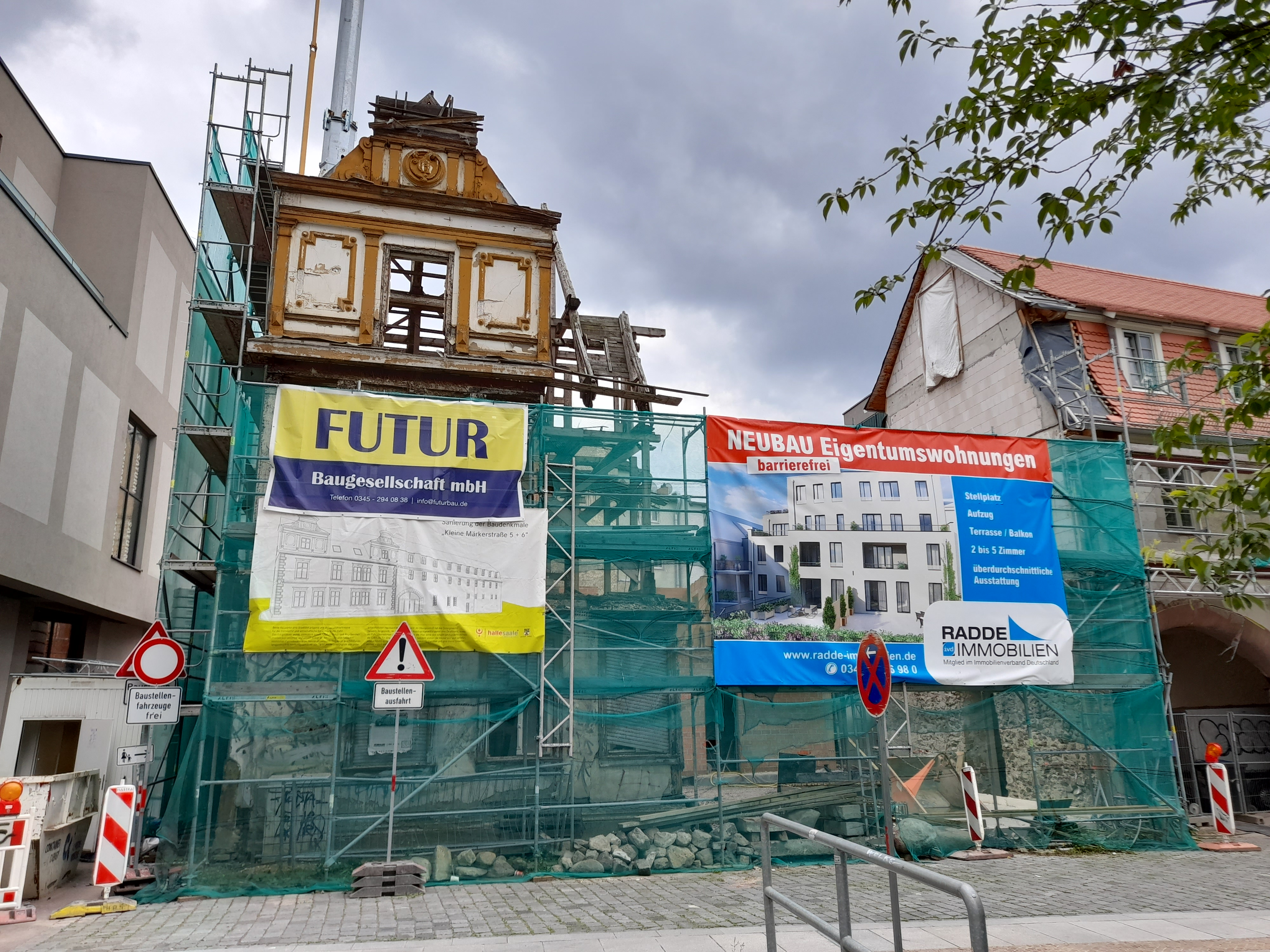
Kleine Märkerstraße 5, August 2021

Der Gebäudekomplex Kleine Märkerstraße 5/6, Christian-Wolff-Straße 4/6 liegt in der Altstadt von Halle (Saale). Er besteht aus 13 Gebäuden, die zu unterschiedlichen Zeiten gebaut wurden und für einen Großteil der Zeit im Besitz der Firma Hensel und Haenert waren. Im Denkmalverzeichnis der Stadt Halle sind die Häuser Kleine Märkerstraße 5 und 6 unter den Erfassungsnummern 094 13254 und 094 04786 verzeichnet.

## Lage und Straßennamen
Der Gebäudekomplex liegt in der Altstadt von Halle, direkt hinter der Ulrichskirche. Er wird eingegrenzt von der Kleinen Märkerstraße und der Christian-Wolff-Straße. Den Straßennamen Kleine Märkerstraße gibt es erst seit etwa 1900. Zuvor hieß sie Kleine Merkerstraße, benannt nach dem alten Patriziergeschlecht der Merkeline. 1837 standen in dieser Straße sechs Häuser, dazu zählten auch die Häuser Nr. 5 und 6 dieses Gebäudekomplexes. Die Christian-Wolff-Straße wurde zu Ehren Christian Wolffs, einem für Halle bedeutenden Universalgelehrten, Mathematiker und Juristen, umbenannt. Davor hieß sie Brauhausgasse, seit 1893 Kleine Brauhausstraße, da in dieser Straße viele Brauereien angesiedelt waren. Früher wurde dieser Abschnitt als die „Häuser hinter der Ulrichskirche“ bezeichnet.

## Nutzungsgeschichte

### 1702–1834
1702 errichtete Siegesmund Dreßler auf dem Grundstück der Kleinen Märkerstraße 5 (A) das erste Gebäude. Diese Datierung geht auf einen Eintrag im Hauptbuch der Unpflichten zurück, wonach aufgrund eines Neubaus eine sechsjährige Steuerbefreiung veranlasst wurde. Dreßler gestaltete das Gebäude als Fachwerkhaus. Nachdem er verstarb, übernahmen verschiedene Personen das Haus, unter anderen Gottfried John und Theodor Christoph Ursinus.

### 1834–1980
1834 erwarb Seilermeister Hensel das gesamte Grundstück. Er veranlasste zunächst eine Begradigung des Grundrisses. Im selben Jahr erbaute er das Haus Kleine Märkerstraße 6 (B) zur Lagerung von Spinnbahnen mit der dafür charakteristischen Langstreckung des Gebäudes.
1848 verheiratete Hensel seine Tochter an Theodor Haenert, der Miteigentümer der Firma wurde. 1865 errichtete Hensel den Anbau an Haus Nr. 5 (C), der für Büroräume genutzt wurde.

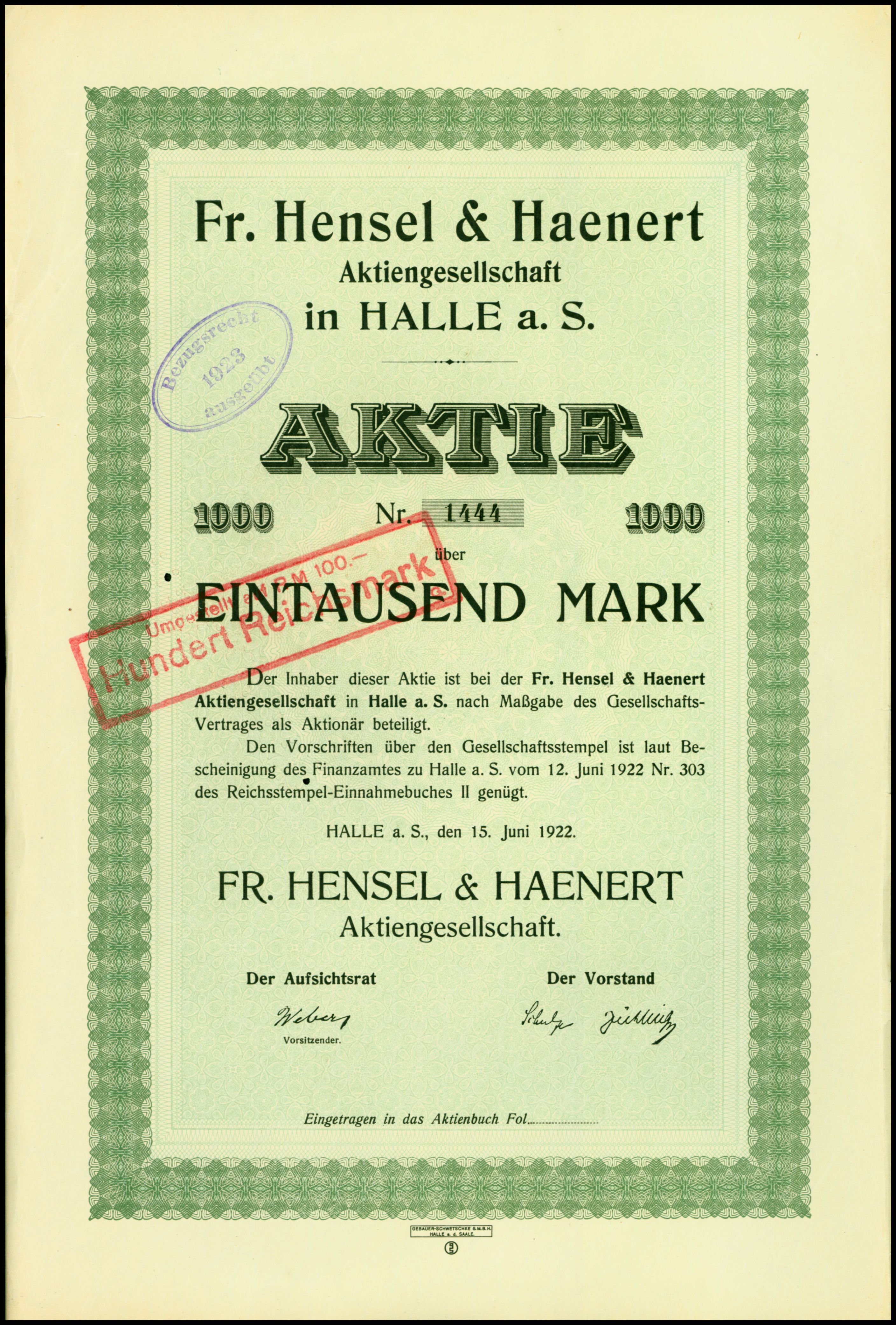
Aktie über 1000 Mark der Fr. Hensel & Haenert AG vom 15. Juni 1922

Als Theodor Haenert verstarb, übernahm sein Sohn Carl die Firma und machte das Detailgeschäft zu einem Großhandel. 1890 gestaltete man die Fassade des Hauses Kleine Märkerstraße 5 (A) um. Der weiße Putz, der heute noch zu sehen ist, wurde angebracht, da damals noch das Fachwerk von 1702 zu sehen war. Dieses galt 1890 jedoch als arm und die Firma identifizierte sich nicht mehr mit der ärmlichen Bauweise von 1702. Im selben Jahr wurden zwei neue Zwerchhäuser erbaut. Zusätzlich montierte man eine Tafel mit dem Gründungsjahr 1820 der Firma Hensel und Haenert. Carl Haenert errichtete 1890 seine erste Kaffeerösterei (E).
und baute sie aufgrund der hohen Umsatzzahlen im Kaffeehandel 1892 aus. Die nächste Erweiterung des Gebäudekomplexes folgte in den Jahren 1895 und 1896. In diesem Zeitraum erbaute Haenert die heutige Christian-Wolff-Straße 6 als Gebäude für die erste mitteldeutsche Kaffeegroßrösterei. Einige Räumlichkeiten wurden als Büros genutzt. Als Ergänzung zur Großrösterei folgte im selben Zeitraum der Bau eines Gebäudes zur maschinellen Reinigung des Rohkaffees.
1911 wurde aus dem Familienunternehmen „Fr. Hensel & Haenert“ die Aktiengesellschaft „Fr. Hensel & Haenert AG“. Die Leitung der Firma fiel an den bedeutenden halleschen Geschäftsmann Karl Jühling, der schon 1891 als kaufmännische Hilfskraft von der Firma angestellt worden war. Karl Haenert zog sich aus dem Geschäftsleben zurück, erhielt jedoch einen Anteil der Aktien. Mit Beginn des Ersten Weltkrieges musste die Firma ihr Sortiment von Genussmitteln und Spirituosen auf Gebrauchsgüter und Grundnahrungsmittel umstellen, ebenso im Zweiten Weltkrieg.
Als die damaligen Gesellschafter kurz vor dem Jahr 1980 aus Altersgründen beschlossen, sich aus dem Geschäftsleben zurückzuziehen, fiel die Firma durch eine der letzten Verstaatlichungswellen an die DDR, wurde jedoch schon 1980 aufgrund ihres toten Kapitals aufgelöst.

### 1980–2009
Die Kleine Märkerstraße 5 und die Christian-Wolff-Straße 4 und 6 erhielten ihren weiß-braunen Anstrich im Jahr 1982. Dabei wurde die Gedenktafel an der Kleinen Märkerstraße 5 abgenommen, um jegliche Erinnerung an einen ehemaligen Privatbesitz der Firma auszublenden, um zu verhindern, dass der sozialistische Aufbau der DDR in Frage gestellt wurde.
Nach der Auflösung der Firma und der damit einhergehenden fehlenden Nutzung des Gebäudekomplexes verfiel dieser. Das Grundstück ging durch die Hände mehrerer Unternehmen und Immobilienmakler. Doch alle Vorhaben, sei es, dass ein geplanter Abriss gegen den Denkmalschutz verstieß und so verhindert wurde, oder dass der Wiederaufbau zu kostspielig gewesen wäre, scheiterten.

### Zukunft
Momentan befindet sich das Grundstück in den Händen einer Unternehmergruppe, die seit 2009 an Plänen und Vorgehensweisen für den Umbau und die Neunutzung des Gebäudes arbeitet.
Im Untergeschoss der Gebäude A und B (Kleine Märkerstraße 5 und 6) ist ein Restaurant als Gewerbeeinheit geplant, im Obergeschoss Wohnungen. Auch die anderen Gebäude sollen größtenteils als Wohnungen genutzt werden. Im Untergeschoss eines Gebäudes sind Räumlichkeiten für eine Tanzschule angedacht.
Das durch die Lage am Boulevard in der Innenstadt Halles verursachte Problem der mangelnden Autostellplätze für die Anwohner soll durch eine Tiefgarage im Erd- und Kellergeschoss der Gebäude gelöst werden.
Es werden u. a. Balkone, Dachterrassen und Sicherungsmaßnahmen, zum Beispiel Brandschutztreppen eingerichtet.
Damit in allen Räumen angemessene Lichtverhältnisse herrschen, wird von einem Gebäude eine Ecke abgerissen, ebenso weggenommen werden zwei komplette Gebäude.
Bei der Kleinen Märkerstraße 5 und 6 und der Christian-Wolff-Straße 4 und 6 wird aus denkmalschutztechnischen Gründen die Fassade erhalten, mehr ist aufgrund der extremen Wasserschäden nicht möglich.
Die Toreinfahrt der Kleinen Märkerstraße 6 wird für den Freisitz der künftigen Gaststätte verglast. (Stand Oktober 2010)

#### Situation Mai 2018
Nach Recherchen des Arbeitskreises Innenstadt e.V. im Mai 2018 hat die 2014 begonnene Sanierung wenig Ergebnisse gebracht, da diese sich hauptsächlich auf den genehmigten Abbruch der Gebäude in der Christian-Wolff-Straße 4 und 6 und einen Umbau der Hofgebäude, die dadurch allerdings ihren ursprünglichen Charakter fast völlig verloren, konzentriert haben. Die Bauten in der Kleinen Märkerstraße befinden sich in einem desolaten Zustand  mit einer schwer geschädigten Fassade, da diese ungenügend geschützt der Witterung ausgesetzt war. Verschiedene wertvolle Ausstattungsteile sind bis auf Reste der Stuckdecke und des geschädigten Parketts verschwunden. 2017 begonnene Arbeiten hatten des Weiteren den fast vollständigen Verlust des Speichers zur Folge. Der Arbeitskreis Innenstadt e.V. hat im Januar 2018 gegen die Eigentümer Strafanzeige wegen vorsätzlicher Zerstörung eines Baudenkmals gestellt.

## Stilanalyse

### Kleine Märkerstraße 5 (A)
Das Gebäude ist 1702 in der Zeit des Barock erbaut worden, jedoch sind keine Elemente aus diesem Epoche erhalten. Der heutige weiße Putz wurde erstmals 1890 angebracht. Der weiß-braune Anstrich der Kleinen Märkerstraße 5 und der Christian-Wolff-Straße 4 und 6 erfolgte 1982. Beim Ausbau von 1890 wurden neobarocke Elemente verwendet, zum Beispiel bei der Gestaltung der beiden Zwerchhäuser. Auf ihnen sind außerdem die Initialen „CH“ zu finden, die für den damaligen Firmeninhaber und Auftraggeber der Neugestaltung stehen: Carl Haenert.
Das Gebäude hat ein Spitzdach, das mit einer Krondeckung versehen ist. Es sind Belichtungsfenster eingebaut, die auch der Belüftung des Gebäudes dienten. Die übrigen Fenster sind einfach verglast und mit einem Oberlicht ausgestattet. Auffällig sind ferner die Gesimse, Stuckkanten sowie die Eckquadratierung. Diese Bauelemente entstanden ebenfalls bei der Fassadenneugestaltung von 1890. Sie wurden aus Gips geformt und dienten der Fassadengliederung.
Als technische Neuerung brachte man einen Lastenaufzug zum Dachgeschoss an.

### Kleine Märkerstraße 6 (B)
Das Gebäude wurde für die Lagerung von Seilerwaren erbaut. Darauf weisen viele Baumerkmale hin. Schon die Ausdehnung des Baus lässt darauf schließen. Ebenso wurden die an der Hauswand befindlichen Ladeluken so angebracht, dass sie zur Ein- und Auslagerung von Waren von der Straße aus genutzt werden konnten. Auch wurden Dachbelichtungsfenster eingebaut. Sie verhinderten, dass die Seilerwaren durch hohe Luftfeuchtigkeit verschimmelten und ermöglichten außerdem eine Arbeit im Dachgeschoss. Als Dach wurde ein Mansarddach mit Biberschwanzdeckung verwendet. Die angebrachten Fenster sind viergeteilt und mit einer ebenfalls viergeteilten Sprossung versehen. Ansonsten sind nur Ladeluken und zurückgesetzte Ladeluken zu finden. Im unteren Teil des Hauses wurde als Baustoff ein lagig eingebrachtes Bruchsteinmauerwerk aus Porphyr gewählt. Im oberen Teil verwendete man jedoch Fachwerk. Das Gebäude besitzt einen Keller sowie einen kreuzgratgewölbten Raum. Weiterhin ist ein zweiflügliges Holztor mit mittlerer Fußpforte zu finden. Der Rundbogen des Tores ist mit einem Schlussstein geschlossen.

### Christian-Wolff-Straße 4 und 6 (C, D, E)
Die Christian-Wolff-Straße 4 und 6 ist in einem ähnlichen Stil wie das Haus Nr. 5 der Kleinen Märkerstraße errichtet, da es diesem nachgebaut wurde. Es gibt einen massivgemauerten Sockelbereich. Die Tür ist mit einem Oberlicht versehen. Im Dachgeschoss wurden Belichtungsluken eingebaut. An einem Fenster ist ein Gestell für Blumentöpfe angebracht, das mit einem Fischaugenmuster aus Metall verziert ist, das in der Gründerzeit hinzugefügt wurde. An einem Fensterrahmen sind neobarocke Muschelelemente aus Holz eingefügt. Die Gebäude wurden 2014 abgebrochen.